# Euthycarcinoidea
Gli euticarcinoidi (Euthycarcinoidea) sono un gruppo di artropodi estinti, vissuti tra il Cambriano superiore e il Triassico medio (500 – 230 milioni di anni fa). I loro resti fossili sono stati ritrovati in Nordamerica, Sudamerica, Europa e Australia. Sono considerati da alcuni studiosi i possibili antenati degli insetti.

## Descrizione
Lunghi in genere pochi centimetri, gli euticarcinoidi possedevano un corpo piuttosto allungato, costituito da una parte frontale (preabdomen) formata da un numero variabile di segmenti (somiti). Nella parte ventrale dell'organismo, questi segmenti erano ben distinti fra loro (sterniti), mentre il dorso era ricoperto da placche fuse e più grandi (tergiti). A ogni sternite corrispondeva un paio di appendici segmentate simili ad antenne, con funzione di zampe. La parte posteriore dell'animale (postabdomen) era priva di zampe, costituita da un numero variabile di segmenti e terminante in una coda appuntita (telson).

## Fossili ed evoluzione
Le prime forme di euticarcinoidi sono conosciute a partire dal Cambriano superiore dell'Argentina (Vaccari 2004): nonostante l'antichità, questa specie (denominata Apankura machu) possedeva un piano corporeo pienamente condiviso dagli euticarcinoidi successivi. Altri resti di euticarcinoidi provengono da terreni dell'Ordoviciano/Siluriano dell'Australia (Kalbarria brimmellae) e dalla fauna del Devoniano di Rhynie Chert in Scozia (Heterocrania rhyniensis); nel Carbonifero questi animali conobbero una certa differenziazione, sviluppando diverse tipologie di apparati nutritivi, e i loro fossili si rinvengono in Europa (Schramixerxes gerem e Sottyxerxes multiplex, nel giacimento di Montceau-les-Mines) e in Nordamerica (Pieckoxerxes pieckoae, a Mazon Creek). Gli ultimi resti attribuiti agli euricarcinoidi provengono dal Triassico medio dell'Australia.

## Classificazione
Gli euticarcinoidi sono stati ascritti senza difficoltà agli artropodi, ma è incerto a quale gruppo appartengano. Inizialmente vennero considerati crostacei (il nome significa appunto “bel granchio”), ma alcuni studi successivi hanno portato alla conclusione che questi animali possano essere posti sulla lunea evolutiva degli esapodi, e quindi degli insetti. È possibile, inoltre, che un artropode primitivo del Cambriano inferiore della Cina, noto come Fuxianhuia protensa, possa essere un parente degli euticarcinoidi. Secondo recenti analisi filogenetiche gli euticarcinoidi sarebbero parenti prossimi dei miriapodi.

## Tracce fossili
Il fossile della forma cambriana in Argentina è stato ritrovato insieme a una traccia fossile con tanto di segno della coda. Queste tracce, probabilmente effettuate sulla terraferma, testimonierebbero che già nel Cambriano alcuni artropodi primitivi riuscirono a conquistare la terraferma. Tracce ancora più antiche, non supportate da resti fossili dell'organismo, potrebbero essere riferite a questi animali, così come le numerose impronte fossili conservate in varie parti del mondo e note come Protichnites.

## Stile di vita
Tutti i fossili di euticarcinoidi sinora rinvenuti provengono da depositi di ambiente fluviale, di acqua dolce o tutt'al più di paludi. È probabile che questi animali fossero abituali frequentatori dei bassi fondali di queste zone, ma che fossero in grado anche di percorrere tragitti sulla terraferma. Alcuni euticarcinoidi svilupparono vere e proprie mandibole, mentre altri possedevano un sistema di placche cefaliche utilizzate per il nutrimento: ciò suggerisce che questi animali si differenziarono notevolmente.